# Pierre-Percée
Pierre-Percée település Franciaországban, Meurthe-et-Moselle megyében. Lakosainak száma 96 fő (2022. január 1.). Pierre-Percée Celles-sur-Plaine, Angomont, Badonviller, Bionville, Neufmaisons és Pexonne községekkel határos.

## Népesség
A település népességének változása:
| Lakosok száma | 76   | 80   | 80   | 86   | 97   | 92   | 92   | 94   | 95   | 96   |
|               | 1968 | 1982 | 1990 | 2006 | 2013 | 2015 | 2017 | 2019 | 2020 | 2022 |